# 矢代秀己
矢代 秀己（やしろ ひでき、1953年5月5日 - ）は、日本の実業家。ジョナサン社長、小僧寿し社長。

## 来歴
新潟県柏崎市出身。1977年 駒澤大学経済学部卒業。同年すかいらーく入社。1992年ジョナス（現ジョナサン）取締役、1994年常務、1996年専務を歴任。2003年3月ジョナサン社長に就任。
2006年3月すかいら－くへ移籍、同社常務執行役員MDカンパニー代表。2008年9月同社常務執行役員人事本部長、同年12月同社取締役人事本部長、ジョナサン取締役会長。
2009年10月すかいらーく取締役。2010年3月小僧寿し社長に就任、2012年3月同社取締役会長。

## 略歴
- 1977年すかいらーく入社
- 1992年ジョナス（現ジョナサン）取締役
- 1994年同社常務
- 1996年同社専務[4]
- 2003年3月ジョナサン社長[5][6][7][8]
- 2006年3月すかいら－くへ移籍、同社常務執行役員MDカンパニー代表
- 2008年9月同社常務執行役員人事本部長、同年12月同社取締役人事本部長、ジョナサン取締役会長
- 2009年10月すかいらーく取締役
- 2010年3月小僧寿し社長
- 2012年3月小僧寿し取締役会長[9][10]。